# بلوم اند فوس ها 140
بلوم اند فوس ها 140 طائرة مائية ألمانية متعددة الأغراض طارت لأول مرة في عام 1937. كان الغرض منها هو استخدام قاذفة طوربيد أو طائرة استطلاع طويلة المدى، لكنها لم تدخل الإنتاج.

## التصميم والتطوير
تم تطوير طراز ها 140 لتلبية متطلبات طائرة استطلاع / قاذفة طوربيد ذات محركين.
كان لدى Ha 140 هيكل كامل من المعدن ذو تصميم أحادي السطح ناتئ، مع تعويم مزدوج على الأبراج تحت محركاتها المزدوجة الجناح.